# FINA Water Polo World League 2016 (maschile)
La World League maschile di pallanuoto 2016 (FINA Water Polo World League 2016) è stata la 15ª edizione della manifestazione che viene organizzata annualmente dalla FINA. Il torneo si è svolto in due fasi, un turno di qualificazione e la Super Final, svoltasi a Huizhou in Cina dal 21 al 26 giugno 2016. La competizione è stata vinta dai campioni uscenti della Serbia.
La competizione è partita ufficialmente il 20 ottobre 2015 con i gironi di qualificazione europei, mentre il torneo intercontinentale di qualificazione si è giocato tra il 10 e il 15 maggio 2016.

## Turno di qualificazione

### Europa
Le 13 squadre europee sono state divise in tre gironi disputati con gare di andata e ritorno dal 20 ottobre 2015 al 10 maggio 2016. Si sono qualificate alla Super Final le prime in classifica di ciascun girone.

#### Gruppo A
|    | Squadra  | Pti | G | V | VR | PR | P | GF | GS  | DR  |
| -- | -------- | --- | - | - | -- | -- | - | -- | --- | --- |
| 1. | Grecia   | 15  | 6 | 5 | 0  | 0  | 1 | 81 | 48  | +33 |
| 2. | Ungheria | 15  | 6 | 5 | 0  | 0  | 1 | 89 | 57  | +32 |
| 3. | Romania  | 6   | 6 | 2 | 0  | 0  | 4 | 54 | 76  | -22 |
| 4. | Georgia  | 0   | 6 | 0 | 0  | 0  | 6 | 57 | 100 | -43 |

| Data     | Sede      | Gara     | Gara  | Gara     |
| -------- | --------- | -------- | ----- | -------- |
| 20-10-15 | Szolnok   | Ungheria | 17-10 | Georgia  |
| 20-10-15 | Atene     | Grecia   | 17-3  | Romania  |
| 17-11-15 | Kecskemét | Ungheria | 16-8  | Romania  |
| 17-11-15 | Atene     | Grecia   | 18-10 | Georgia  |
| 01-12-15 | Patrasso  | Grecia   | 12-8  | Ungheria |
| 01-12-15 | Tbilisi   | Georgia  | 11-13 | Romania  |
| 16-02-16 | Tbilisi   | Georgia  | 10-20 | Ungheria |
| 16-02-16 | Bucarest  | Romania  | 6-9   | Grecia   |
| 26-04-16 | Oradea    | Romania  | 7-15  | Ungheria |
| 26-04-16 | Tbilisi   | Georgia  | 8-15  | Grecia   |
| 10-05-16 | Szentes   | Ungheria | 13-10 | Grecia   |
| 10-05-16 | Bucarest  | Romania  | 17-8  | Georgia  |

#### Gruppo B
|    | Squadra    | Pti | G | V | VR | PR | P | GF | GS | DR  |
| -- | ---------- | --- | - | - | -- | -- | - | -- | -- | --- |
| 1. | Serbia     | 16  | 6 | 5 | 0  | 1  | 0 | 79 | 69 | +10 |
| 2. | Montenegro | 11  | 6 | 3 | 1  | 0  | 2 | 73 | 55 | +18 |
| 3. | Spagna     | 9   | 6 | 3 | 0  | 0  | 3 | 67 | 63 | +4  |
| 4. | Francia    | 0   | 6 | 0 | 0  | 0  | 6 | 50 | 82 | -32 |

| Data     | Sede        | Gara       | Gara       | Gara       |
| -------- | ----------- | ---------- | ---------- | ---------- |
| 20-10-15 | Belgrado    | Serbia     | 12-9       | Francia    |
| 20-10-15 | Castelnuovo | Montenegro | 11-6       | Spagna     |
| 17-11-15 | Novi Sad    | Serbia     | 13-12      | Spagna     |
| 01-12-15 | Barcellona  | Spagna     | 18-10      | Francia    |
| 01-12-15 | Budua       | Montenegro | 10-12      | Serbia     |
| 16-02-16 | Strasburgo  | Francia    | 10-15      | Serbia     |
| 16-02-16 | Sabadell    | Spagna     | 10-8       | Montenegro |
| 14-03-16 | Nizza       | Francia    | 10-12      | Montenegro |
| 26-04-16 | Barcellona  | Spagna     | 13-14      | Serbia     |
| 26-04-16 | Castelnuovo | Montenegro | 17-4       | Francia    |
| 10-05-16 | Limoges     | Francia    | 7-8        | Spagna     |
| 10-05-16 | Banja Luka  | Serbia     | 13-15(dtr) | Montenegro |

#### Gruppo C
|    | Squadra | Pti | G | V | VR | PR | P | GF | GS | DR  |
| -- | ------- | --- | - | - | -- | -- | - | -- | -- | --- |
| 1. | Italia  | 17  | 6 | 5 | 1  | 0  | 0 | 89 | 51 | +38 |
| 2. | Croazia | 13  | 6 | 4 | 0  | 1  | 1 | 86 | 51 | +35 |
| 3. | Russia  | 6   | 6 | 2 | 0  | 0  | 4 | 65 | 75 | -10 |
| 4. | Turchia | 0   | 6 | 0 | 0  | 0  | 6 | 34 | 97 | -63 |

| Data     | Sede     | Gara    | Gara       | Gara    |
| -------- | -------- | ------- | ---------- | ------- |
| 20-10-15 | Sebenico | Croazia | 19-6       | Turchia |
| 20-10-15 | Mosca    | Russia  | 11-16      | Italia  |
| 17-11-15 | Zara     | Croazia | 17-9       | Russia  |
| 17-11-15 | Roma     | Italia  | 14-4       | Turchia |
| 01-12-15 | Mosca    | Russia  | 13-9       | Turchia |
| 01-12-15 | Ragusa   | Croazia | 8-9        | Italia  |
| 16-02-16 | Ankara   | Turchia | 3-16       | Croazia |
| 16-02-16 | Torino   | Italia  | 14-9       | Russia  |
| 26-04-16 | Mosca    | Russia  | 10-14      | Croazia |
| 26-04-16 | Bursa    | Turchia | 7-22       | Italia  |
| 03-05-16 | Adalia   | Turchia | 5-13       | Russia  |
| 10-05-16 | Siracusa | Italia  | 14-12(dtr) | Croazia |

### Torneo intercontinentale
Il torneo di qualificazione intercontinentale si è svolto dal 10 al 15 maggio a Yokohama, in Giappone. Le squadre hanno disputato un girone all'italiana, al termine del quale sono state disputate la finale tra le prime 2 classificate e la finale per il terzo posto tra la terza e la quarta. Le prime quattro si sono qualificate alla Super Final. La Cina è automaticamente qualificata in quanto Paese ospitante della fase finale.

#### Prima fase
|    | Squadra     | Pti | G | V | VR | PR | P | GF | GS | DR  |
| -- | ----------- | --- | - | - | -- | -- | - | -- | -- | --- |
| 1. | Stati Uniti | 15  | 5 | 5 | 0  | 0  | 0 | 79 | 40 | +39 |
| 2. | Australia   | 12  | 5 | 4 | 0  | 0  | 1 | 58 | 30 | +28 |
| 3. | Brasile     | 9   | 5 | 3 | 0  | 0  | 2 | 72 | 50 | +22 |
| 4. | Giappone    | 6   | 5 | 2 | 0  | 0  | 3 | 69 | 52 | +17 |
| 5. | Kazakistan  | 3   | 5 | 1 | 0  | 0  | 4 | 40 | 78 | -38 |
| 6. | Cina        | 0   | 5 | 0 | 0  | 0  | 5 | 25 | 93 | -68 |

| Data     | Gara        | Gara  | Gara        |
| -------- | ----------- | ----- | ----------- |
| 10-05-16 | Stati Uniti | 8-6   | Australia   |
| 10-05-16 | Kazakistan  | 7-19  | Brasile     |
| 10-05-16 | Giappone    | 21-5  | Cina        |
| 11-05-16 | Australia   | 13-9  | Brasile     |
| 11-05-16 | Cina        | 10-15 | Kazakistan  |
| 11-05-16 | Stati Uniti | 17-14 | Giappone    |
| 12-05-16 | Brasile     | 17-4  | Cina        |
| 12-05-16 | Kazakistan  | 7-19  | Stati Uniti |
| 12-05-16 | Giappone    | 5-7   | Australia   |
| 13-05-16 | Stati Uniti | 16-11 | Brasile     |
| 13-05-16 | Cina        | 4-21  | Australia   |
| 13-05-16 | Giappone    | 19-7  | Kazakistan  |
| 14-05-16 | Kazakistan  | 4-11  | Australia   |
| 14-05-16 | Stati Uniti | 19-2  | Cina        |
| 14-05-16 | Brasile     | 16-10 | Giappone    |

#### Finali
| Data     | Turno       | Gara        | Gara  | Gara      |
| -------- | ----------- | ----------- | ----- | --------- |
| 15-05-16 | 5º-6º posto | Kazakistan  | 16-7  | Cina      |
| 15-05-16 | 3º-4º posto | Brasile     | 13-12 | Giappone  |
| 15-05-16 | 1º-2º posto | Stati Uniti | 10-9  | Australia |

## Super Final
Si è disputata a Huizhou dal 21 al 26 giugno 2016.

### Fase a gironi

#### Gruppo A
|    | Squadra   | Pti | G | V | VR | PR | P | GF | GS | DR  |
| -- | --------- | --- | - | - | -- | -- | - | -- | -- | --- |
| 1. | Grecia    | 9   | 3 | 3 | 0  | 0  | 0 | 40 | 16 | +24 |
| 2. | Italia    | 6   | 3 | 2 | 0  | 0  | 1 | 35 | 32 | +3  |
| 3. | Australia | 3   | 3 | 1 | 0  | 0  | 2 | 25 | 31 | -6  |
| 4. | Giappone  | 0   | 3 | 0 | 0  | 0  | 3 | 24 | 45 | -21 |

| Data     | Gara      | Gara  | Gara      |
| -------- | --------- | ----- | --------- |
| 21-06-16 | Grecia    | 15-7  | Giappone  |
| 21-06-16 | Australia | 7-14  | Italia    |
| 22-06-16 | Australia | 13-7  | Giappone  |
| 22-06-16 | Grecia    | 15-4  | Italia    |
| 23-06-16 | Grecia    | 10-5  | Australia |
| 23-06-16 | Giappone  | 10-17 | Italia    |

#### Gruppo B
|    | Squadra     | Pti | G | V | VR | PR | P | GF | GS | DR  |
| -- | ----------- | --- | - | - | -- | -- | - | -- | -- | --- |
| 1. | Serbia      | 9   | 3 | 3 | 0  | 0  | 0 | 44 | 23 | +21 |
| 2. | Stati Uniti | 6   | 3 | 2 | 0  | 0  | 1 | 30 | 23 | +7  |
| 3. | Brasile     | 2   | 3 | 0 | 1  | 0  | 2 | 32 | 37 | -5  |
| 4. | Cina        | 0   | 3 | 0 | 0  | 1  | 2 | 24 | 47 | -23 |

| Data     | Gara        | Gara        | Gara        |
| -------- | ----------- | ----------- | ----------- |
| 21-06-16 | Serbia      | 14-10       | Brasile     |
| 21-06-16 | Stati Uniti | 12-6        | Cina        |
| 22-06-16 | Stati Uniti | 10-7        | Brasile     |
| 22-06-16 | Serbia      | 20-5        | Cina        |
| 23-06-16 | Serbia      | 10-8        | Stati Uniti |
| 23-06-16 | Brasile     | 15-13 (dtr) | Cina        |

### Fase a eliminazione diretta
|  | Quarti di finale  | Quarti di finale |                   |        | Semifinali                | Semifinali                |  |  | Finale   | Finale |
|  |                   |                  |                   |        |                           |                           |  |  |          |        |
|  | 24-06-16          |                  |                   |        |                           |                           |  |  |          |        |
|  |                   |                  |                   |        |                           |                           |  |  |          |        |
|  | Italia            | 12               |                   |        |                           |                           |  |  |          |        |
|  | Italia            | 12               | 25-06-16          |        |                           |                           |  |  |          |        |
|  | Brasile           | 6                |                   |        |                           |                           |  |  |          |        |
|  | Brasile           | 6                | Italia            | 4      |                           |                           |  |  |          |        |
|  | 24-06-16          |                  | Italia            | 4      |                           |                           |  |  |          |        |
|  |                   | Serbia           | 7                 |        |                           |                           |  |  |          |        |
|  | Giappone          | Serbia           | 7                 | 10     |                           |                           |  |  |          |        |
|  | Giappone          |                  | 26-06-16          | 10     |                           |                           |  |  |          |        |
|  | Serbia            | 19               |                   |        |                           |                           |  |  |          |        |
|  | Serbia            | 19               | Serbia            | 10     |                           |                           |  |  |          |        |
|  | 24-06-16          |                  | Serbia            | 10     |                           |                           |  |  |          |        |
|  |                   | Stati Uniti      | 6                 |        |                           |                           |  |  |          |        |
|  | Australia         | Stati Uniti      | 6                 | 15     |                           |                           |  |  |          |        |
|  | Australia         | 25-06-16         |                   | 15     |                           |                           |  |  |          |        |
|  | Stati Uniti (dtr) | 16               |                   |        |                           |                           |  |  |          |        |
|  | Stati Uniti (dtr) | 16               | Stati Uniti (dtr) | 17     | Finale per il terzo posto | Finale per il terzo posto |  |  |          |        |
|  | 24-06-16          |                  | Stati Uniti (dtr) | 17     | Finale per il terzo posto | Finale per il terzo posto |  |  |          |        |
|  |                   | Grecia           | 16                |        |                           |                           |  |  |          |        |
|  | Grecia            | Grecia           | 16                | 15     | Italia                    | 7                         |  |  |          |        |
|  | Grecia            |                  |                   | 15     | Italia                    | 7                         |  |  |          |        |
|  | Cina              | 5                |                   | Grecia | 11                        |                           |  |  |          |        |
|  | Cina              | 5                |                   |        | 11                        |                           |  |  |          |        |
|  |                   |                  |                   |        |                           |                           |  |  | 26-06-16 |        |
|  |                   |                  |                   |        |                           |                           |  |  |          |        |

|  | Semifinali 5º/8º posto | Semifinali 5º/8º posto | Semifinali 5º/8º posto |           |          | Finale 5º posto | Finale 5º posto | Finale 5º posto |  |
|  |                        |                        |                        |           |          |                 |                 |                 |  |
|  | Brasile                | Brasile                | 10                     |           |          |                 |                 |                 |  |
|  | Brasile                | Brasile                | 10                     |           |          |                 |                 |                 |  |
|  | Giappone               | Giappone               | 12                     |           |          |                 |                 |                 |  |
|  | Giappone               | Giappone               | 12                     |           | Giappone | Giappone        | 7               |                 |  |
|  |                        |                        |                        |           | Giappone | Giappone        | 7               |                 |  |
|  |                        |                        | Australia              | Australia | 12       |                 |                 |                 |  |
|  | Australia              | Australia              | Australia              | Australia | 12       | 15              |                 |                 |  |
|  | Australia              | Australia              |                        |           |          | 15              |                 |                 |  |
|  | Cina                   | Cina                   | 4                      |           |          | Finale 7º posto | Finale 7º posto | Finale 7º posto |  |
|  | Cina                   | Cina                   | 4                      |           |          |                 |                 |                 |  |
|  |                        |                        |                        |           |          |                 |                 |                 |  |
|  |                        |                        |                        |           |          | Brasile         | Brasile         | 16              |  |
|  |                        |                        |                        |           |          | Brasile         | Brasile         | 16              |  |
|  |                        |                        |                        |           |          | Cina            | Cina            | 4               |  |

## Classifica finale
| Pos. | Squadra     |
| ---- | ----------- |
|      | Serbia      |
|      | Stati Uniti |
|      | Grecia      |
| 4    | Italia      |
| 5    | Australia   |
| 6    | Giappone    |
| 7    | Brasile     |
| 8    | Cina        |